# المجمع المغلق 1585
المجمع المغلق 1585 هو المجمع الموكول بانتخاب بابا الكنيسة الكاثوليكية الجديد بعد استقالة البابا. انعقد مجمع الكرادلة لانتخاب البابا الجديد بدءًا من
21 أبريل 1585 وانتهى في 24 أبريل 1585. انتُخبَ سيكتوس الخامس ليكون البابا الجديد للكنيسة.
عُقدَ المجمع في الفاتيكان .